# Lövångers socken
Lövångers socken i Västerbotten ingår sedan 1974 i Skellefteå kommun och motsvarar från 2016 Lövångers distrikt.
Socknens areal är 525,08 kvadratkilometer land. År 2000 fanns här 2 403 invånare. Tätorten och kyrkbyn Lövånger med sockenkyrkan Lövångers kyrka ligger i socknen. 

## Administrativ historik
Lövångers socken bröts ut ur Skellefteå socken på 1400-talet.  
Vid kommunreformen 1862 överfördes ansvaret för de kyrkliga frågorna till Lövångers församling och för de borgerliga frågorna till Lövångers landskommun. Landskommunen uppgick 1974 i Skellefteå kommun.
1 januari 2016 inrättades distriktet Lövånger, med samma omfattning som församlingen hade 1999/2000.
Socknen har tillhört fögderier, tingslag och domsagor enligt vad som beskrivs i artikeln Västerbotten. De indelta soldaterna tillhörde Västerbottens regemente.

## Geografi
Lövångers socken ligger vid kusten söder om Skellefteå kring Bjuröfjärden. Socknen är sjörik kustbygd som utanför ådalarna är en skogsbygd.

### Byar
- Avan
- Bissjön
- Bjuröklubb (halvö)
- Bjurön
- Blacke
- Broträsk
- Broänge
- Böle
- Daglösten
- Fjälbyn, Älgnäs
- Gammelbyn, Kallviken
- Gärde
- Hökmark
- Hötjärn, Lövvattnet
- Kåsböle
- Lövsele, Noret & Västanbyn
- Mångbyn, Bodan
- Mårtensboda, Bäckboda
- Nolbyn
- Risböle, ligger mellan Storträsket och Bäckfjärden
- Selet
- Svarttjärn
- Uttersjöbäcken
- Vallen
- Vebomark
- Önnesmark

## Fornlämningar
Cirka 90 gravrösen är funna vid bronsålderns strandlinje Dessutom har påträffats tomtningar och labyrinter.

## Namnet
Namnet (1350? Lefanger) kommer ursprungligen från en havsvik. Förleden har antagits innehålla lä. Efterleden är anger, '(havs)vik'.

## Befolkningsutveckling
| Befolkningsutvecklingen i Lövångers socken 1750–1990                                                     | Befolkningsutvecklingen i Lövångers socken 1750–1990 | Befolkningsutvecklingen i Lövångers socken 1750–1990 | Befolkningsutvecklingen i Lövångers socken 1750–1990 | Befolkningsutvecklingen i Lövångers socken 1750–1990 |
| --- | ---------------------------------------------------- | ---------------------------------------------------- | ---------------------------------------------------- | ---------------------------------------------------- |
| |                                                      |                                                      |                                                      |                                                      |
| År |                                                      |                                                      | Folkmängd                                            |                                                      |
| 1750 | 1750                                                 |                                                      | 1 387                                                |                                                      |
| 1760 | 1760                                                 |                                                      | 1 464                                                |                                                      |
| 1769 | 1769                                                 |                                                      | 1 485                                                |                                                      |
| 1780 | 1780                                                 |                                                      | 1 644                                                |                                                      |
| 1790 | 1790                                                 |                                                      | 1 659                                                |                                                      |
| 1800 | 1800                                                 |                                                      | 2 122                                                |                                                      |
| 1810 | 1810                                                 |                                                      | 2 135                                                |                                                      |
| 1820 | 1820                                                 |                                                      | 2 427                                                |                                                      |
| 1830 | 1830                                                 |                                                      | 2 873                                                |                                                      |
| 1840 | 1840                                                 |                                                      | 3 042                                                |                                                      |
| 1850 | 1850                                                 |                                                      | 3 490                                                |                                                      |
| 1860 | 1860                                                 |                                                      | 3 713                                                |                                                      |
| 1870 | 1870                                                 |                                                      | 3 824                                                |                                                      |
| 1880 | 1880                                                 |                                                      | 3 926                                                |                                                      |
| 1890 | 1890                                                 |                                                      | 4 075                                                |                                                      |
| 1900 | 1900                                                 |                                                      | 4 166                                                |                                                      |
| 1910 | 1910                                                 |                                                      | 4 191                                                |                                                      |
| 1920 | 1920                                                 |                                                      | 4 498                                                |                                                      |
| 1930 | 1930                                                 |                                                      | 4 655                                                |                                                      |
| 1940 | 1940                                                 |                                                      | 4 726                                                |                                                      |
| 1950 | 1950                                                 |                                                      | 4 704                                                |                                                      |
| 1960 | 1960                                                 |                                                      | 4 075                                                |                                                      |
| 1970 | 1970                                                 |                                                      | 3 202                                                |                                                      |
| 1980 | 1980                                                 |                                                      | 2 968                                                |                                                      |
| 1990 | 1990                                                 |                                                      | 2 696                                                |                                                      |
| Anm: Källor: Umeå universitet - Tabellverket 1749-1859, Demografiska databasen, CEDAR, Umeå universitet. |                                                      |                                                      |                                                      |                                                      |